# Monetazione irlandese
La monetazione irlandese riguarda le monete emesse nell'isola da una varietà di autorità locali e nazionali, tra cui gli antichi Re provinciali, i Re supremi d'Irlanda, il Regno d'Irlanda (1541-1801), il Regno Unito di Gran Bretagna e Irlanda (1801-1922), lo Stato Libero d'Irlanda e l'attuale Repubblica d'Irlanda. Alcune monete britanniche moderne hanno dei simboli dell'Irlanda del Nord, ma circolano in tutto il Regno Unito.

## Monete hiberno-norvegesi

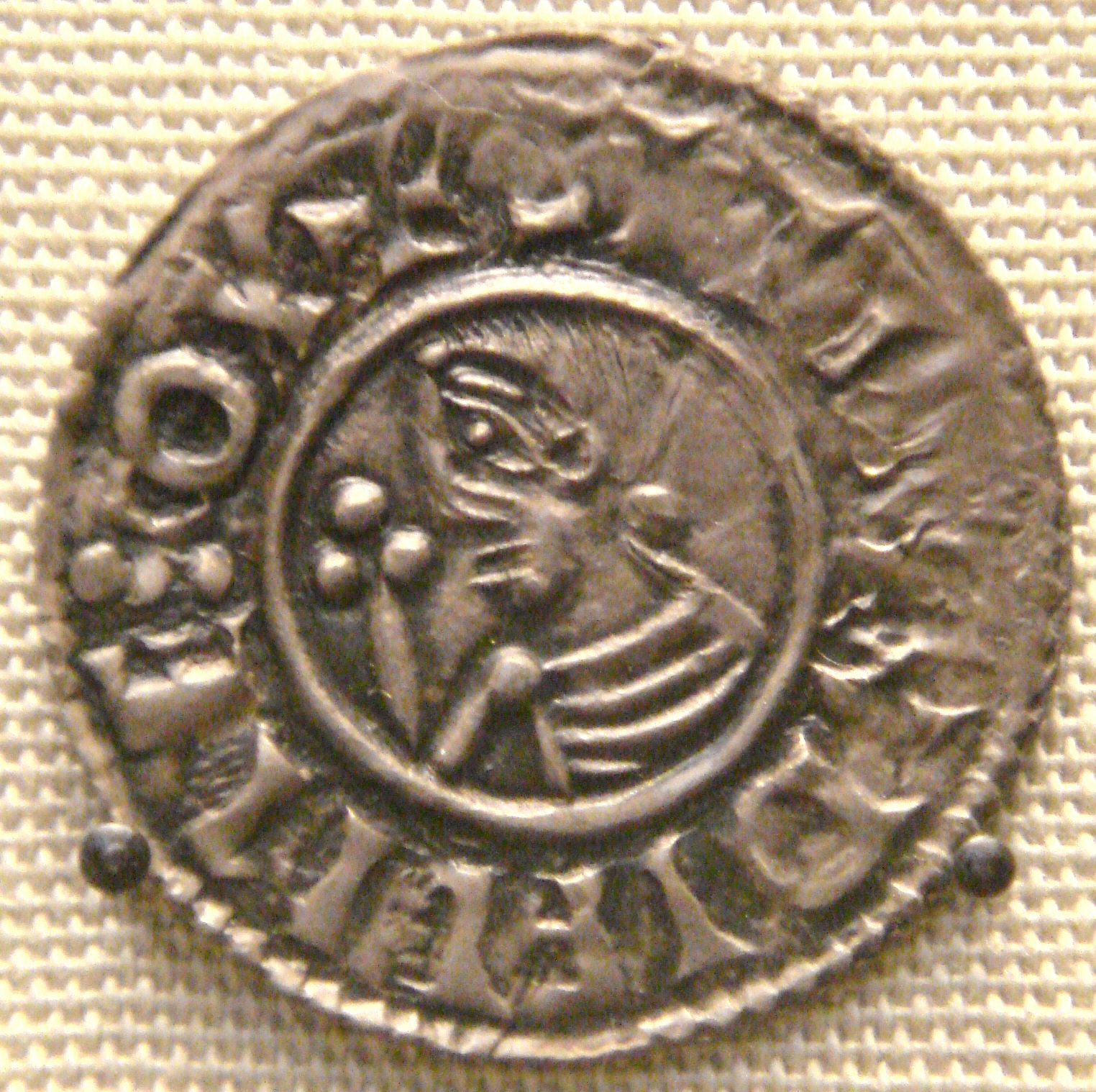
Moneta di re "Sihtric" di Dublino (r. 989-1036)

Le monete hiberno-norvegesi furono prodotte inizialmente a Dublino verso il 997 sotto l'autorità di re Sigtrygg Barba di Seta. Le prime monete furono copie locali delle emissioni di re Etelredo II d'Inghilterra, e visto che le monete Anglo-sassoni del periodo cambiavano il disegno ogni sei anni, la monetazione di Sitric seguì lo stesso schema.
Dopo la battaglia di Clontarf del 1014 la monetazione hiberno-norvegese cessò di seguire questo schema e tornò a uno dei primi disegni, il tipo detto della 'croce lunga'. Monete con questo tipo, o con nuovi tipi introdotti occasionalmente per breve tempo da altre emissioni inglesi o europee, furono coniate con una qualità sempre più scadente per un periodo di più di 100 anni. Alla fine le monete divennero inintelligibili e povere d'argento ed erano troppo fine per servire per il commercio.
Tutte le monete avevano il valore di un penny; furono inizialmente prodotte secondo lo standard di un penny pari a 1/240 di libbra d'argento; le ultime monete avevano peso e titolo molto ridotti.

## Monete baronali dell'Ulster
Si tratta di monete emessa da John de Courcy, Earl dell'Ulster, un cavaliere anglo-normanno arrivato in Irlanda nel 1176.

## Monetazione reale al martello
Le monete emesse in seguito alla conquista normanna (Farthing, halfpenny e penny) furono coniate con lo stesso standard di quelle inglesi. Uno degli scopi di queste emissioni era fornire un mezzo per esportare l'argento dall'Irlanda.
I pezzi successivi seguirono lo standard inglese fino al 1460 quando fu introdotto uno standard irlandese, più basso con le monete che pesavano ¾ delle loro corrispondenti inglesi. Questo cambiamento coincise con l'introduzione di una denominazione maggiore, il groat (4 penny). Il mezzo groat fu introdotto nel 1483. Edoardo VI emise il primo shilling irlandese seguendo la svalutazione monetaria durante il regno di Enrico VIII. Prima del regno di Enrico VIII (1509–47), la monetazione irlandese recava il titolo 'Dominus Hiberniae' (Signore d'Irlanda). Dopo il 1535, Enrico prese il titolo di re d'Irlanda.
Nel 1561, Elisabetta I introdusse, per pochi anni, uno standard d'argento più alto per poi tornare allo standard precedente. Furono anche introdotti halfpenny e penny. Emissioni con uno standard più alto furono reintrodotte da Giacomo I d'Inghilterra ma tutte le emissioni irlandesi ebbero termine nel 1607. Durante la guerra civile inglese, in Irlanda furono emesse molte monete locali.

## Prima monetazione reale meccanica
Monete da mezzo penny di rame furono battute tra il 1680 e il 1689, durante i regni di Carlo II (1660–85) Giacomo II (1685–88).

## Monetazione della guerra civile del 1689–91
Queste monete furono coniate dal re deposto Giacomo II d'Inghilterra dopo essere fuggito in Francia. Queste monete sono uniche perché mostrano, oltre all'anno, anche il mese di emissione. Data la carenza di metallo per la monetsazione, furono fuse campane di chiesa e a volte anche vecchi cannoni, il che diede origine al nome di Gun money o Gunmoney. Queste monete furono dichiarate illegali dopo la vittoria di Guglielmo III nella battaglia del Boyne in luglio 1690.
Una seconda emissione di monete di necessità, costituita da farthing e halfpenny, fu coniata nel 1691 per essere usata a Limerick.

## Monetazione successiva
Dopo la fine della guerra civile inglese fu iniziata nuovamente la produzione di farthing e halfpenny di rame e nel 1805 fu introdotto anche il penny. Nel 1804, la Bank of Ireland introdusse gettoni d'argento da 6 shilling che erano ribattuti sopra monete del cosiddetto dollaro spagnolo. Furono seguiti da gettoni irlandesi da 5, 10 e 30 penny. Le ultime monete da un halfpenny e da un penny furono coniate nel 1823.
L'emissione del 1822–23 rappresenta l'ultima apparizione del simbolo di un'arpa coronata, che rappresenta il regno d'Irlanda. In seguito nell'isola furono usate le monete britanniche.

## Monetazione dello Stato libero d'Irlanda e dell'Éire
Lo Stato libero d'Irlanda, appena indipendente, mise in circolazione una nuova monetazione nazionale nel 1928, marcata Saorstát Éireann (Stato libero d'Irlanda). Monete irlandesi e britanniche erano accettate nello Stato libero d'Irlanda allo stesso tasso. 
Nel 1937, con l'entrata in vigore della nuova costituzione irlandese, le monete furono marcate Éire e la sterlina irlandese (IEP, Púnt) rimase a un tasso di cambio fisso con la sterlina britannica, rimanendo così anche dopo la proclamazione della Repubblica d'Irlanda (1949). Sia l'Irlanda che il Regno Unito decimalizzarono le loro valute nel 1971, e la parità rimase fino a che l'Irlanda non entrò negli Accordi europei di cambio nel 1979. Un nuovo tasso di cambio tra la sterlina irlandese e quella del Regno Unito fu stabilito il 30 marzo 1979. Le monete britanniche e irlandesi da 1 penny e da 2 rimasero non ufficialmente intercambiabili fino all'introduzione dell'euro nel 2002, in parte per l'identità della dimensione e della forma.
L'Irlanda adottò l'euro come propria valuta assieme alla maggior parte dei membri dell'Unione europea in 1º gennaio 2002. La faccia nazionale delle monete euro irlandesi mostra lo stemma dell'Irlanda e le 12 stelle dell'UE, l'anno di emissione e il nome in irlandese per Irlanda, Éire, con una grafia tradizionale irlandese. Queste monete circolano in tutta l'eurozona.

## Monete dell'Irlanda del Nord
L'Irlanda del Nord ha continuato a usare le monete del Regno Unito dopo la partizione d'Irlanda. La moneta da una sterlina ha mostrato vari tipi per rappresentare Inghilterra, Scozia, Galles, Irlanda del Nord, e il Regno Unito nella sua interezza. Nel 1986 e nel 1991 le emissioni hanno mostrato una pianta di lino coronata, l'emissione del 1996 ha mostrato croce celtica e un fiore del lino mentre la moneta del 2006 presenta il MacNeill's Egyptian Arch, tutti simboli che rappresentano l'Irlanda del Nord all'interno del Regno Unito.
Le monete non sono esclusive dell'Irlanda del Nord e circolano in tutto il Regno Unito e negli altri paesi dell'area della sterlina.